# Khuda Kay Liye
Khuda Kay Liye (Urdu:خدا کے لیے, Hindi:खुदा के लिए Übersetzung: In Gottes Namen oder Für Gott) ist eine pakistanische Filmproduktion von Shoaib Mansoor, die von der heutigen Situation der Muslime handelt.

## Handlung
Es handelt sich um die schwierige Situation der Muslime seit dem 11. September. Die Handlung dreht sich um eine Familie und verzweigt sich in drei Handlungsstränge, die jeweils auf verschiedenen Kontinenten spielen.
Einerseits geht es um zwei Brüder, die beide Popmusiker in Lahore sind. Einer der beiden, Sarmad, gerät unter den Einfluss von Fundamentalisten und der andere, Mansoor, reist nach Amerika, um dort Musik zu studieren, und wird dort nach den Attentaten des 11. Septembers widerrechtlich gefangen genommen, gefoltert und nach einem Gehirnschaden zurück nach Pakistan deportiert. Im dritten Handlungsstrang geht es um Mary (Maryam), die in England lebt. Sie hat dort einen englischen Freund. Als ihr Vater, der selbst mit einer Britin unverheiratet zusammenlebt, das erfährt, fährt er unter Vorspiegelung falscher Pläne mit ihr nach Pakistan und zwangsverheiratet sie dort mit Sarmad.

## Themen
In dem Film geht es einerseits um die westlichen Muslime und ihre Probleme in ihrer Wahlheimat. In diesem Film wird auch die Musik im Islam thematisiert und gegen Ende mit Zitaten aus Hadith gerechtfertigt, was dem Film Kritik einbrachte. Der Film handelt auch davon, wie Muslime in der westlichen Gesellschaft behandelt werden und dass die Menschen oftmals voreingenommen ihnen gegenüber reagieren.

## Hintergründe
Die Rolle von Sarmad wurde ursprünglich dem Sänger Ali Zafar angeboten.